# The Black Carpet
The Black Carpet è il terzo album in studio del cantante statunitense Nicky Jam, pubblicato nel 11 dicembre 2007.

## Tracce
1. Dime Si Piensas en Mi – 3:20
2. Calor – 3:26
3. Gas Pela (featuring R.K.M) – 3:28
4. Ton Ton Ton (featuring R.K.M & Ken-Y) – 2:57
5. Si Yo Fuera Tu Hombre – 3:15
6. Ve y Dile (No Llores) – 3:16
7. Ella Quiere Candela – 3:02
8. Interlude – 1:37
9. Desilucionao – 2:36
10. Quedate Con El (featuring Cruzito and Ken-Y) – 3:28
11. Tienes Que Ser Mia – 2:55
12. Trankila (featuring Carlitos Way) – 3:27
13. Solo y Sin Amor (Ay Ya, Ya, Yay) (featuring J-CO) – 3:54
14. Cambiar la Rutina (Performed by Carlitos Way) – 3:31